# Drawing exchange format
Drawing exchange format (ook wel AutoCAD DXF of Drawing interchange format) is een bestandsformaat voor 3D-modellen dat onder andere door AutoCAD ondersteund wordt.

## Bestandsopbouw
De ASCII-versie kan met een gewone texteditor (notepad) bekeken worden.
Deze bestanden hebben telkens dezelfde opbouw:
- HEADER section
- CLASSES section
- TABLES section

Application ID (APPID) table
Block Record (BLOCK_RECORD) table
Dimension Style (DIMSTYPE) table
Layer (LAYER) table
Linetype (LTYPE) table
Text style (STYLE) table
User Coordinate System (UCS) table
View (VIEW) table
Viewport configuration (VPORT) table
- BLOCKS section
- ENTITIES section
- OBJECTS section
- THUMBNAILIMAGE section
- END OF FILE

Het bestandsformaat is van het tagged data type, wat betekent dat elke header op de voorafgaande lijn voorafgegaan wordt door een getal, de zogenaamde group code.